# Tetsushi Kondo
Tetsushi Kondo (近藤 徹志 Kondo Tetsushi?), född 4 november 1986 i Fukuoka prefektur, är en japansk fotbollsspelare.
Kondo började sin karriär 2005 i Urawa Reds. 2007 blev han utlånad till Ehime FC. Han gick tillbaka till Urawa Reds 2008. 2010 flyttade han till Fagiano Okayama. Han spelade 108 ligamatcher för klubben. Efter Fagiano Okayama spelade han för Kataller Toyama. Han avslutade karriären 2017.